# Zara Home

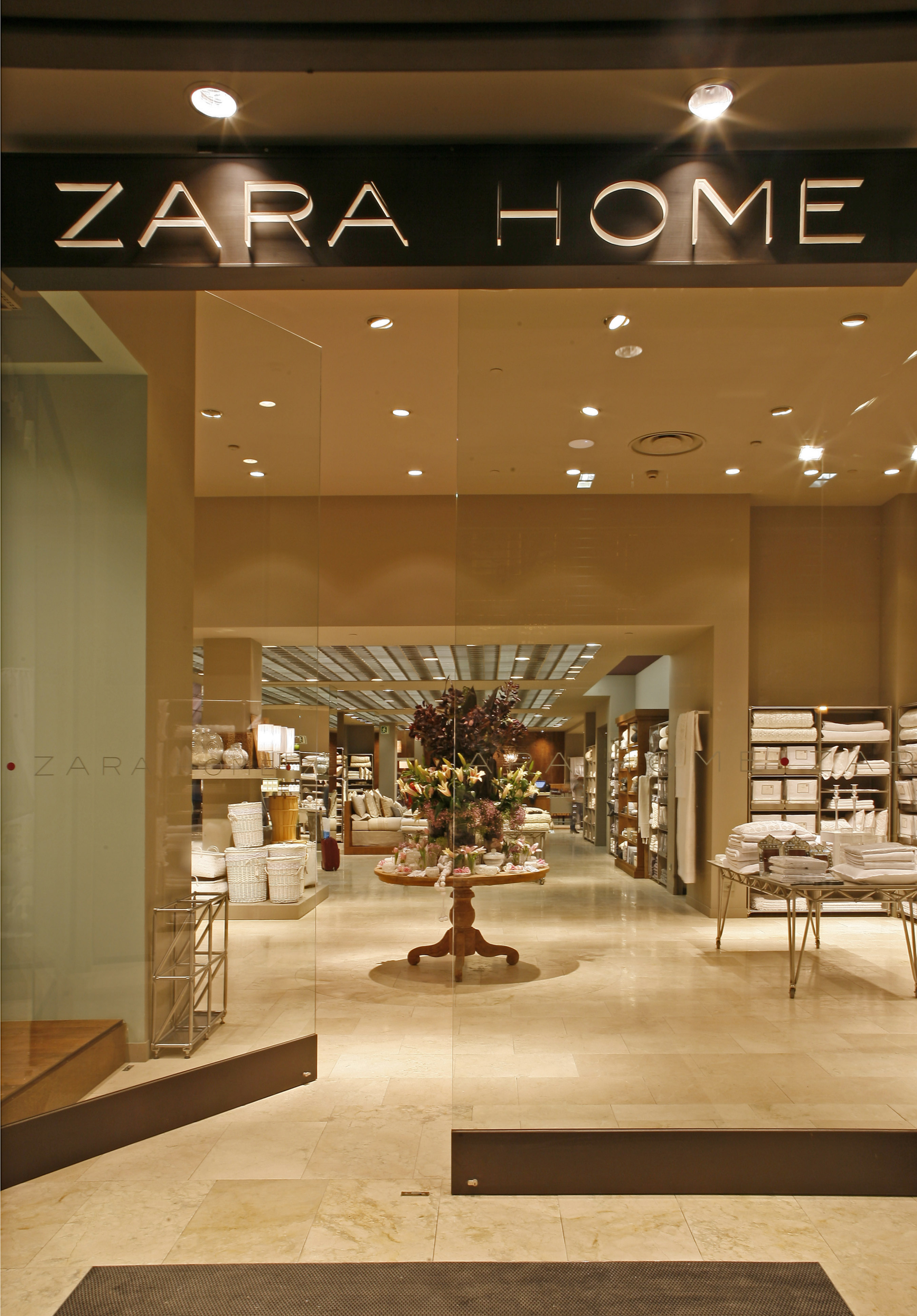
Tienda Zara Home Calle Serrano de Madrid, España.

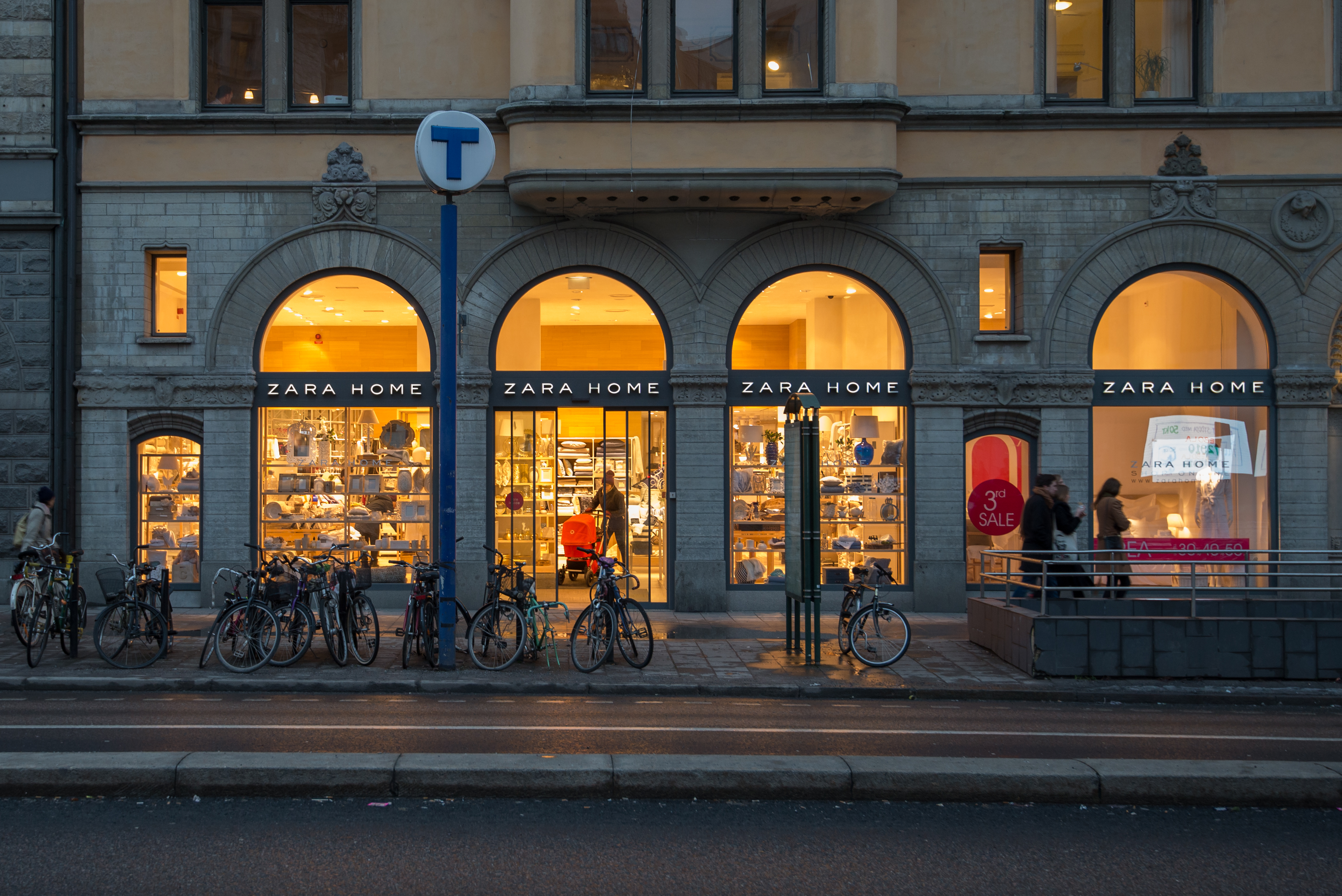
Tienda Zara Home en Estocolmo, Suecia.

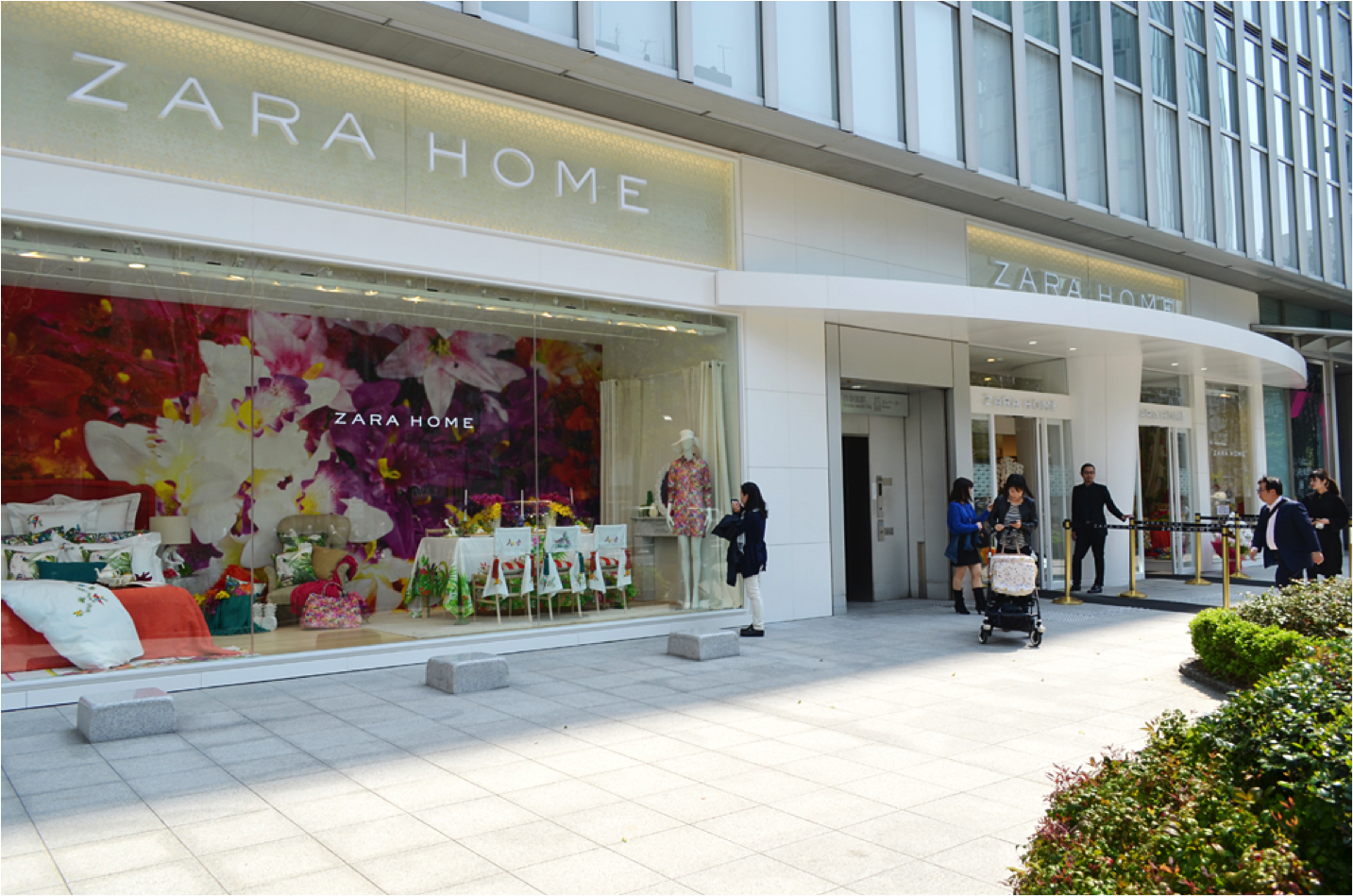
Tienda Zara Home en Nagoya, Japón.

Zara Home es una cadena del grupo Inditex especializada en moda y decoración para hogares con más de 408 tiendas en 44 países. Alrededor del 70% de sus productos son textiles, completando la oferta con objetos de decoración y menaje. Presenta diversas líneas sobre decoración: contemporánea, clásica, étnica y línea blanca. Zara Home presenta dos colecciones por temporada y actualiza sus gamas de producto dos veces a la semana. La marca combina estilos contemporáneos con otras piezas más clásicas. Además, cuenta con una línea propia de prendas de ropa y otra de productos cosméticos para el baño.
Zara Home fue la cadena de Inditex que más creció en 2016, con un crecimiento del 16,2%, cerrando el año con una facturación de 775 millones de euros. Además, Zara Home se convirtió en la segunda cadena que más incrementó su red comercial, siguiendo a Zara, sumando 552 establecimientos a lo largo del mundo.

## Historia
- 2003: En agosto abre su primera tienda en Zaragoza, España. Y termina el año con 26 establecimientos.
- 2005: Se crea Zara Home Kids (productos infantiles). A final de año está presente en 8 países.
- 2007: En octubre inicia la venta por Internet en catorce países europeos.
- 2009: Acaba el ejercicio presente en 26 países con 263 tiendas.
- 2012: Abre su primera ecotienda en La Coruña, España.

## Tiendas
A 31 de octubre de 2021 contaba con 507 tiendas. En 2016, Zara Home abrió 50 tiendas, ampliando el número de mercados en los que está presente. La marca inauguró sus primeras tiendas en Serbia, Sudáfrica, Paraguay, Estonia y Dinamarca.
| África - Egipto: 3 - Marruecos: 3 | América - México: 19 - Brasil: 7 - Chile: 4 - Perú: 3 - Canadá: 2 - Colombia: 2 - Uruguay:2 - Costa Rica: 1 - Estados Unidos:1 - Guatemala: 1 - Honduras:1 - Panamá: 1 - Paraguay: 1 - República Dominicana: 1 | Asia - China: 17 - Emiratos Árabes Unidos: 6 - Arabia Saudita: 4 - Japón: 4 - Líbano: 4 - Catar: 2 - Kuwait: 2 - Baréin: 1 - Indonesia: 1 - Jordania: 1 - Kazajistán: 1 - Omán: 1 - Tailandia: 1 | Europa - España: 143 - Italia: 27 - Rusia: 27 - Portugal: 26 - Francia: 19 - Turquía: 16 - Alemania: 10 - Grecia: 10 - Reino Unido: 10 - Polonia: 9 - Bélgica: 6 - Chipre: 4 - Rumania: 4 - Países Bajos: 3 - Suiza: 1 - Andorra: 1 - Croacia: 1 - Malta: 1 - Suecia: 1 |

### Tienda en línea
Zara Home fue la primera enseña de Inditex en estrenar tienda en Internet en 2007.  La venta de productos en línea estaba disponible en 13 países europeos:  España, Alemania, Bélgica, Dinamarca, Francia, Grecia, Países Bajos, Irlanda, Italia, Luxemburgo, Portugal, Reino Unido y Suecia. Zara Home, es además, la primera marca de Inditex en vender productos a través de su tienda en línea, en el hemisferio sur, en Australia.